# Pseudognaptodon taua
Pseudognaptodon taua is een insect dat behoort tot de orde vliesvleugeligen (Hymenoptera) en de familie van de schildwespen (Braconidae). De wetenschappelijke naam van de soort werd voor het eerst geldig gepubliceerd door Cirelli & Penteado-Dias in 2002.